# Beleg van Valencijn (1656)
Het Beleg van Valencijn (Valenciennes) of de Slag bij Valencijn had plaats op 16 juli 1656.  Het was een treffen vlak buiten de muren van de stad tussen Nederlands-Spaanse regeringstroepen onder leiding van Juan II van Oostenrijk en het Franse leger onder maarschalk Henri de la Tour d'Auvergne, burggraaf van Turenne.  
In de context van de Frans-Spaanse Oorlog (1635-1659) begon het Franse leger op 18 mei 1656 de belegering van de stad, die werd verdedigd door een Spaans garnizoen, onder leiding van Francisco de Meneses. De verdedigers hadden de Épaix en de Bourlain laten overstromen om het de belegeraars moeilijk te maken. Hierdoor verloren de troepen van Turenne op de rechteroever van de Schelde, contact met de troepen van Henri de La Ferté-Senneterre op de linkeroever. De Franse troepen begonnen daarom met de bouw van een dijk door de vlakte van de Bourlain. Maar dit werd verhinderd door een uitval uit de stad op vlotten. Don Juan, landvoogd van de Spaanse Nederlanden, kwam de stad te hulp. Ook Lodewijk II van Bourbon-Condé vocht (voor één keer) tegen de Fransen. Zij omsingelden de Franse belegeraars. Het Zuid-Nederlandse leger behaalde een snelle overwinning en nam 400 Franse officieren gevangen (77 volgens Franse cijfers).  